# 1876 en chimie
Cet article présente les faits marquants de l'année 1876 en chimie.

## Évènements
- Josiah Willard Gibbs publie On the Equilibrium of Heterogeneous Substances[1], une compilation de ses travaux sur la thermodynamique et la chimie-physique qui développe le concept d'énergie libre pour expliquer les notions d'équilibre chimique[2].
- le chimiste allemand Otto Nicklaus Witt propose que la coloration des molécules serait due à l'existence dans la molécule de groupements d'atomes appelés chromophores et ayant la capacité d'absorber certaines fréquences lumineuses incidentes. La présence d'autres groupements appelés auxochromes modifie la fréquence d'absorption[3]. La théorie de Witt permet d'expliquer pourquoi une molécule organique est colorée et peut ainsi servir de colorant.

## Publications
- Josiah Willard Gibbs : On the Equilibrium of Heterogeneous Substances [lire en ligne (page consultée le 24 septembre 2024)]

## Naissances
- 23 janvier[4] : Otto Paul Hermann Diels (mort en 1954), chimiste allemand et lauréat du prix Nobel de chimie en 1950[5].
- 19 mars[6] : Andrew Norman Meldrum (mort en 1934), chimiste écossais.
- 16 juillet[7] : Alfred Stock (mort en 1946), chimiste inorganicien allemand.
- 25 décembre[8] : Adolf Windaus (mort en 1959), chimiste allemand, prix Nobel de chimie en 1928[9].

## Décès
- 30 mars[10] : Antoine-Jérôme Balard (né en 1802), chimiste français.
- 1er septembre[11] : Théodore Nicolas Gobley (né en 1811), chimiste français.